# Clarence P. Oberndorf
Clarence Paul Oberndorf (ur. 16 lutego 1882 w Nowym Jorku, zm. 30 maja 1954) – amerykański lekarz psychiatra, psychoanalityk, pierwszy historyk ruchu psychoanalitycznego w USA. Jeden z członków założycieli New York Psychoanalytic Society.

## Wybrane prace
- A history of psychoanalysis in America. New York: Grune & Stratton, 1953